# Зіткнення двох Іл-14 над Києвом
Зіткнення двох Іл-14 над Києвом — авіаційна катастрофа за участю двох літаків Іл-14 авіакомпанії «Аерофлот», які в суботу 17 серпня 1957 року при заході на посадку в київський аеропорт «Жуляни» зіткнулися в повітрі, а потім впали на житлові райони. Загалом у катастрофі загинули 15 людей (усі 5 членів екіпажу на борті 2071, усі 4 члени екіпажу на борті 1360 і 6 людей на землі).

## Літаки
Обидва Іл-14 належали до 86-го авіазагону Українського транспортного управління цивільного повітряного флоту та були випущені 1957 року.
Іл-14М із бортовим номером Л-2071 (заводський — 7342408, серійний — 2408) був побудований 11 лютого на ремонтному заводі № 84 (Ташкент), а на момент катастрофи мав 832 години нальоту. Пілотував його екіпаж у складі командира Івана Таволжанова, бортмеханіка Андрія Кучина, бортрадиста-інструктора Леоніда Новікова і бортрадиста Василя Рябеця. Ще до складу екіпажу входив перевіряльник — заступник командира ескадрильї Іван Тарапунов.
Іл-14Г із бортовим номером Л-1360 (заводський — 147001432, серійний — 14-32) був побудований у травні на авіазаводі № 30 (Москва), а на момент катастрофи мав 157 годин нальоту. Пілотував його екіпаж у складі командира Андрія Кириченка, другого пілота Олександра Зінов'єва і бортмеханіка Олександра Мішечкіна. Також до складу екіпажу входив пілот-інструктор Леонід Сандлер.

## Зіткнення
Іл-14 із бортовим номером Л-2071 виконував вантажний рейс 126 із Софії, транспортуючи багаж китайських спортсменів. У зону київського аеропорту «Жуляни» літак увійшов о 19:45 на висоті 900 м. Пілоти зв'язалися з диспетчерським пунктом, передавши своє місцеположення, а також запитали, чи працює система посадки. У відповідь диспетчер Зайцев повідомив їм умови польоту в коридорі та підходу до аеродрому. Близько 20-ї години борт Л-2071 зв'язався з бортом Л-1742 (Іл-12) і передав інформацію про погоду за маршрутом на Одесу. Цей радіообмін тривав 2—3 хвилини і був останнім повідомленням від екіпажу рейсу 126.
Тим часом о 19:45 з аеропорту «Жуляни» вилетів Іл-14 з бортовим номером Л-1360, який виконував тренувальний політ по колу. Приблизно о 19:54 він приземлився на злітно-посадкову смугу (ЗПС), а потім здійснив другий зліт; завдання на другий політ цього літака служба руху аеропорту не знала. Пізніше на основі аналізу даних за часом польоту, свідчень свідків і розташування уламків літака було зроблено висновок, що борт Л-1360 виконував політ за великим розтягнутим прямокутним маршрутом.
Іл-14 борт Л-2071, підходячи до далекопривідної радіостанції (ДПРС) аеропорту «Жуляни», почав виконувати лівий розворот для виходу в створ ЗПС. У цей момент пілоти несподівано побачили прямо перед собою борт Л-1360, який заходив на посадку за курсом 262°, перебуваючи на висоті 200—300 метрів. Екіпаж спробував уникнути зіткнення, повернувши праворуч, але за секунди правий гвинт борту Л-2071 врізався в праве крило борту Л-1360, унаслідок чого в останньому вибухнув паливний бак, а саме крило відірвало. Правий двигун борту Л-2071 відірвався від крила і врізався у фюзеляж свого літака, водночас гвинтом відрубавши кабіну. Борт Л-2071 вибухнув і одразу впав із правим креном за 300 метрів на схід (азимут 70°) від ДПРС поблизу двох будинків, спричинивши пожежу, а його кабіна впала перед будівлею школи № 110, за 120 метрів на північний схід від ДПРС, а правий двигун — за нею. Праве крило Л-1360 впало на сарай і згоріло, а сам палаючий літак пролетів кілька секунд, після чого перейшов у пікірування і з правим креном упав за 60 м на північ від будівлі школи, а потім вибухнув, частково зруйнувавши триповерховий багатоквартирний будинок № 27 на вулиці Совська (нині — територія полку поліції особливого призначення за адресою проспект Валерія Лобановського, 152-А) та спричинивши пожежу в сусідньому приватному будинку і сараї.
Літаки зіткнулися о 20:02 на висоті 200—300 м приблизно за 4,5 км від ЗПС за посадковим курсом 262°, над будинком № 32 на проспекті 40-річчя Жовтня (нині Голосіївський проспект), а загальний радіус розкиду уламків становив 250 м. Було частково або повністю зруйновано чотири будинки і два сараї. У катастрофі загинули всі 9 членів екіпажу обох літаків, а також 6 осіб на землі, загалом 15 осіб. Ще 23 людини на землі дістали поранення, з них 11 — важкі.

## Причини катастрофи
Розслідування встановило, що основною причиною катастрофи була помилка диспетчерської служби, зокрема вказівки й допомога авіадиспетчера аеропорту «Жуляни». Пілоти рейсу 126 «Аерофлоту» не були повідомлені про наявність іншого літака Іл-14, який виконував тренувальні маневри в цьому районі. До катастрофи призвела також недостатня обережність членів екіпажу обох літаків.
У висновках слідчої комісії зазначалися такі причини катастрофи:
1. Повна відсутність обачності в польоті з боку обох екіпажів.
2. Злочинно-халатне ставлення чергового з польотів Світличного до своїх службових обов'язків. Світличний не вів спостереження за польотом літака № 1360, а також не стежив за літаком № 2071, про який йому було відомо, що той увійшов у зону аеропорту.
3. Диспетчер КДП (командно-диспетчерського пункту) Зайцев, знаючи про розрахунковий час входження літака № 2071 у велике коло, не встановив із цим літаком зв'язку після того, як його розрахунковий час минув. У процесі всього польоту борту № 2071 від моменту входу в зону АДС (авіаційно-диспетчерської служби) до зіткнення (17 хвилин) він жодного разу не уточнив місцеперебування цього літака.

Супутні фактори:
1. Відсутність чіткого порядку в службі руху аеропорту Київ.
2. Порушення з боку льотної служби 86 авіазагону — до складу екіпажу літака № 1360 не було зараховано бортрадиста (метою його тренувального польоту було введення в дію КК Кириченка).
3. Допуск обох командирів екіпажів до самостійної роботи здійснювався з грубими порушеннями.

Винними в зіткненні літаків суд визнав диспетчера КДП А. К. Зайцева і чергового з польотів В. Ф. Світличного. Обох було засуджено до 10 років позбавлення волі.

## Пам'ять про катастрофу
У 2007 році до 50-річчя катастрофи на місці поховання її жертв на Солом'янському кладовищі Києва сином пілота-інструктора Сандлера було встановлено меморіальний знак у вигляді пропелера від літака Іл-14. Роль хреста на цій могилі виконує гвинт літака Іл-14 із закріпленим на ньому залізним вінком.

## Примітки

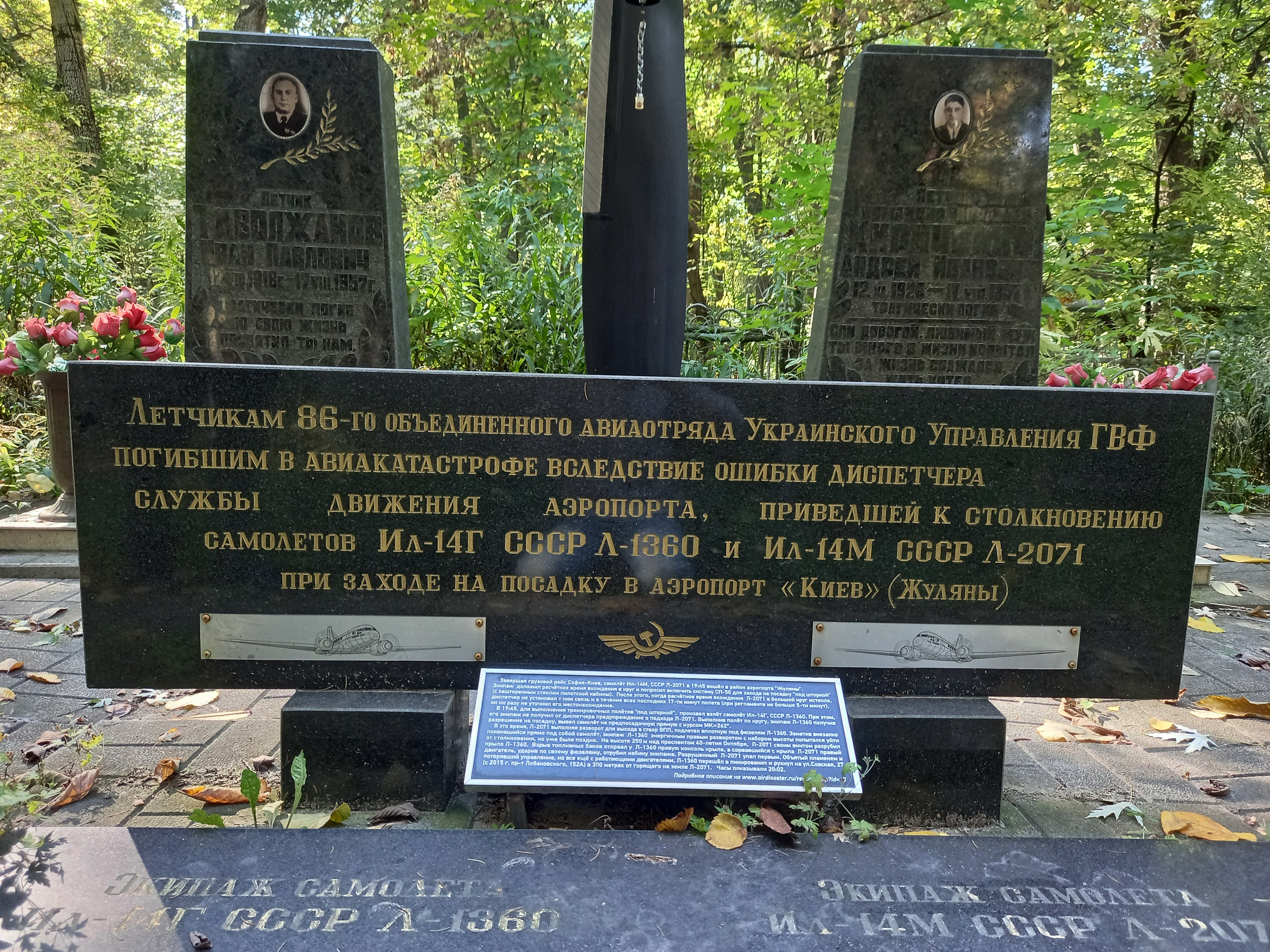
Меморіал (відомості про інцидент)

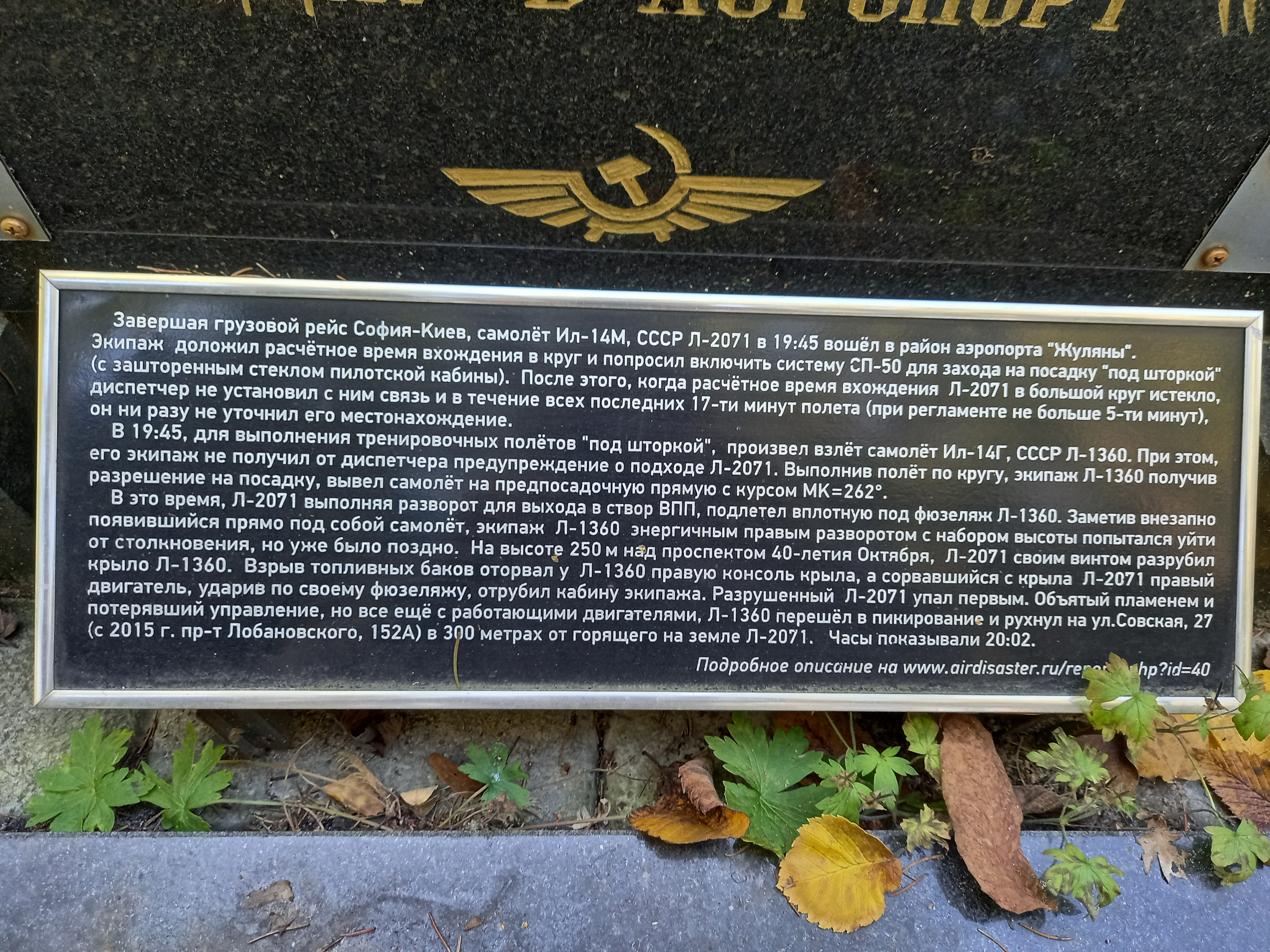
Меморіал (детальна розповідь про авіакатастрофу)